# 모레어

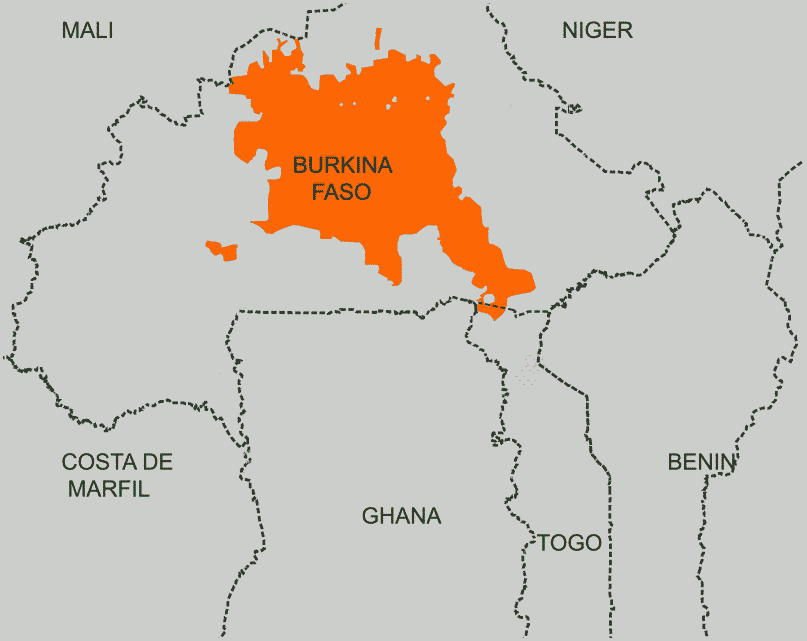
모레어 화자가 다수인 지역

모레어(Mooré) 또는 모시어(Mossi)는 부르키나파소 등에 거주하는 모시족이 사용하는 언어로, 구르어군의 오티-볼타 분파에 속한다. 부르키나파소의 4개 공용어 중 하나로 지정되어 있으며 오늘날 약 1천만 명의 화자가 있다. 부르키나파소와 그 수도 와가두구에서 강한 영향력을 가진 언어로서 많은 이들이 제2언어로서도 사용한다.

## 음운

### 닿소리
|               |        | 입술소리 | 치경음 | 후치경음/ 경구개음 | 연구개음 | 성문음 |
| ------------- | ------ | -------- | ------ | ------------------ | -------- | ------ |
| 비음          | 비음   | m        | n      | ɲ                  |          |        |
| 파열음/파찰음 | 무성음 | p        | t      |                    | k        | ʔ      |
| 파열음/파찰음 | 유성음 | b        | d      |                    | g(/ɡ/)   |        |
| 마찰음        | 무성음 | f        | s      |                    |          | h      |
| 마찰음        | 유성음 | v        | z      |                    |          |        |
| 유음          | 설측음 |          | l      |                    |          |        |
| 유음          | 전동음 |          | r      |                    |          |        |
| 반모음        | 반모음 | w        |        | y(/j/)             |          |        |

### 홀소리
|          | 전설 | 중설 | 후설 |
| -------- | ---- | ---- | ---- |
| 고모음   | i    |      | u    |
| 근고모음 | ɪ    |      | ʊ    |
| 중고모음 | e    |      | o    |
| 저모음   |      | a    |      |

## 같이 보기
- 모시족
- 구르어군